# Arseniosiderit
Arseniosiderit ist ein selten vorkommendes Mineral aus der Mineralklasse der „Phosphate, Arsenate und Vanadate“. Es kristallisiert im monoklinen Kristallsystem mit der idealisierten Zusammensetzung Ca2Fe33+[O2|(AsO4)3]·3H2O, ist also chemisch gesehen ein wasserhaltiges Calcium-Eisen-Arsenat mit einem zusätzlichen Peroxidion O22−.
Arseniosiderit ist ein typisches Sekundärmineral und entsteht in arsenhaltigen Buntmetalllagerstätten durch die Oxidation früher gebildeter arsenhaltiger Sekundärminerale. Er tritt nur selten in Form von idiomorphen Kristallen bis zu 2 mm Größe auf. Viel häufiger findet er sich in Form von abgeplatteten Fasern, in radialen Aggregaten sowie filzigen bis körnigen Massen.
Die Typlokalität für Arseniosiderit ist die seit 1957 stillliegende Manganlagerstätte Romanèche-Thorins bei La Chapelle-de-Guinchay, Département Saône-et-Loire, Region Bourgogne-Franche-Comté, Frankreich.

## Etymologie und Geschichte

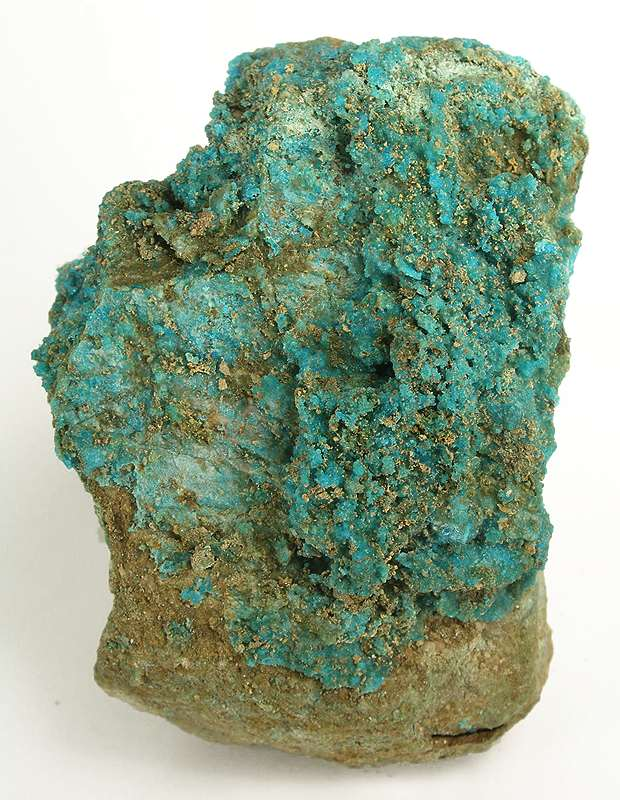
Brauner Arseniosiderit mit blaugrünem Boothit aus dem Copper Basin District, Lander County, Nevada/USA (Stufengröße: 8,8 cm × 6,1 cm × 4,3 cm)

Arseniosiderit wurde erstmals im Jahre 1841 gefunden und vom Apotheker M. Lacroix aus Mâcon, einem Vorfahren von Alfred Lacroix, als neue Mineralart erkannt. Das Mineral wurde von Armand Dufrénoy untersucht, als Eisen-Arsenat bestimmt und nach der chemischen Zusammensetzung aus Arsen und altgriechisch σίδηρος sídēros, deutsch ‚Eisen‘, als Arsénio-sidérite benannt.
Da Arseniosiderit aber leicht mit dem bereits für Löllingit vergebenen Namen Arsenosiderit verwechselt werden konnte, führte Ernst Friedrich Glocker für das neue Mineral 1847 den Namen Arsenokrokit ein. Dieser nimmt Bezug auf die altgriechischen Wörter κρόκη krókē, deutsch ‚Faden‘, und κρόκος krókos, deutsch ‚Safran‘, und spielt sowohl auf die radialfaserige Ausbildungsform als auch auf die Farbe des Minerals an.
Später vermutete Esper S. Larsen, das Arseniosiderit und der 1889 von George Augustus Koenig aus der „Jesus Maria Mine“ im Mazapil Mining District, Zacatecas, Mexiko, beschriebene Mazapilith identisch sind, was 1937 von William F. Foshag auch nachgewiesen wurde. Für das Mineral ist damit „Arseniosiderit“ der älteste Name, dem der Vorzug gegeben wird. Schließlich wiesen noch Paul Brian Moore und Jun Ito im Jahre 1974 die Isotypie von Arseniosiderit, Robertsit und Mitridatit nach.
Typmaterial ist für das Mineral nicht definiert. Aufgrund der Entdeckung und Erstbeschreibung vor 1959 (vor mehr als 170 Jahren) zählt Arseniosiderit zu den Mineralen, die von der International Mineralogical Association (IMA) als Grandfathered bezeichnet werden.

## Klassifikation
In der veralteten 8. Auflage der Mineralsystematik nach Strunz gehörte der Arseniosiderit zur Mineralklasse der „Phosphate, Arsenate, Vanadate“ und dort zur Abteilung „Wasserhaltige Phosphate, Arsenate und Vanadate mit fremden Anionen“, wo er gemeinsam mit Calcioferrit, Mitridatit, Santafeit, Xanthoxenit und Yukonit in der „Santafeit-Arseniosiderit-Gruppe“ mit der Systemnummer VII/D.15 steht.
In der zuletzt 2018 überarbeiteten Lapis-Systematik nach Stefan Weiß, die formal auf der alten Systematik von Karl Hugo Strunz in der 8. Auflage basiert, erhielt das Mineral die System- und Mineralnummer VII/D.30-040. Dies entspricht der Klasse der „Phosphate, Arsenate und Vanadate“ und dort der Abteilung „Wasserhaltige Phosphate, mit fremden Anionen“, wo Arseniosiderit zusammen mit Kolfanit, Mitridatit, Pararobertsit, Robertsit, Sailaufit und Xanthoxenit eine unbenannte Gruppe mit der Systemnummer VII/D.30 bildet.
Die von der International Mineralogical Association (IMA) zuletzt 2009 aktualisierte 9. Auflage der Strunz’schen Mineralsystematik ordnet den Arseniosiderit in die Klasse der „Phosphate, Arsenate und Vanadate“ und dort in die Abteilung „Phosphate usw. mit zusätzlichen Anionen; mit H2O“ ein. Hier ist das Mineral in der Unterabteilung „Mit großen und mittelgroßen Kationen; (OH usw.) : RO4 < 1 : 1“ zu finden, wo es zusammen mit Kolfanit, Mitridatit, Pararobertsit, Robertsit und Sailaufit die „Mitridatitgruppe“ mit der Systemnummer 8.DH.30 bildet.
In der vorwiegend im englischen Sprachraum gebräuchlichen Systematik der Minerale nach Dana hat Arseniosiderit die System- und Mineralnummer 42.08.04.03. Das entspricht der Klasse der „Phosphate, Arsenate und Vanadate“ und dort der Abteilung „Wasserhaltige Phosphate etc., mit Hydroxyl oder Halogen“. Hier findet er sich innerhalb der Unterabteilung „Wasserhaltige Phosphate etc., mit Hydroxyl oder Halogen mit (AB)7(XO4)4Zq × x(H2O)“ in der „Mitridatitgruppe“, in der auch Mitridatit und Robertsit eingeordnet sind.

## Chemismus
Eine nasschemische Analyse an Arseniosiderit von einer Halde nahe dem Nordschacht der „Ojuela Mine“, Mapimí, Durango, Mexiko, lieferte Gehalte von 14,44 % CaO; 32,71 % Fe2O3; 0,12 % FeO; 0,28 % PbO; 0,61 % MgO; 42,67 % As2O5 und 9,34 % H2O bei einem unlöslichen Rest von 0,40 %. Aus dieser Analyse wurde die Formel Ca2Fe33+O2(AsO4)3·3H2O idealisiert, die Gehalte von 31,92 % Fe2O3; 14,94 % CaO; 45,94 % As2O5 und 7,20 % H2O erfordert.
Mario Gomez und Mitarbeiter wiesen 2010 in Arseniosiderit aus Romanèche über ATR-Infrarotspektroskopie (OH)-Gruppen nach, konnten aber mittels Raman-Spektroskopie die Anwesenheit von Peroxidionen nicht bestätigen. Infolgedessen favorisieren sie für Arseniosiderit die Formel Ca3Fe5(AsO4)4(OH)9·8H2O.
Arseniosiderit ist das As5+-dominante Analogon zum P5+-dominierten Mitridatit, mit dem er eine kontinuierliche Mischkristallreihe bildet. Er stellt ferner das Fe3+- und As5+-dominante Analogon zum Mn3+- und P5+-dominierten Robertsit dar, mit dem er ebenfalls eine kontinuierliche Mischkristallreihe bildet. Schließlich ist er auch das wasserreichere Analogon zum um ein Mol H2O ärmeren Kolfanit.
Aus zwei Gruben im Schwarzwald wurde ein weiteres, noch unbenanntes Ca-Fe3+-Arsenat beschrieben, welches visuell nicht von Arseniosiderit zu unterscheiden ist und Verwachsungen mit ihm bildet. Nachdem Kurt Walenta anfangs eine Ähnlichkeit mit Arseniosiderit betonte, hielt er später eine Verwandtschaft mit Wallkilldellit-(Fe) für möglich.

## Kristallstruktur
Arseniosiderit kristallisiert monoklin in der Raumgruppe A2/a (Raumgruppen-Nr. 15, Stellung 2) mit den Gitterparametern a = 17,76 Å; b = 19,53 Å; c = 11,30 Å und β = 96,0° sowie zwölf Formeleinheiten pro Elementarzelle.
In der Kristallstruktur des Arseniosiderits bilden FeO6-Oktaeder mit gemeinsamen Kanten trigonale Neuner-Ringe, die durch AsO4-Tetraeder mit gemeinsamen Ecken zu Schichten parallel (001) verknüpft sind. Die Schichten sind wiederum durch [7]Ca-Polyeder und Wassermoleküle miteinander verbunden.

## Eigenschaften

### Morphologie
Arseniosiderit bildet nur selten idiomorphe und dann nadelige Kristalle, die Größen bis zu 2 mm erreichen können. Zumeist tritt er in Form von kugeligen, radialfaserigen bis radialstrahligen Aggregaten, in filzigen bis körnigen Massen sowie derb auf. Bei faserigen Aggregaten sind die Fasern häufig unregelmäßig verfilzt. Die einzelnen Fasern sind nach (001) abgeplattet und lassen sich wie bei Asbest ablösen. Fridolin Sandberger beschrieb den Arseniosiderit aus den ehemaligen Kupfergruben von Neubulach bei Calw in Baden-Württemberg in Form von „Kugeln mit dichtem Kern, nach aussen aber in seidenglänzende feinstrahlige Massen auslaufend“.
Relativ häufig sind Pseudomorphosen von Arseniosiderit nach anderen Arsenatmineralen, so z. B. nach scharfkantigen Skorodit-Kristallen aus der „Ojuela Mine“, Mapimí, Mexiko, und nach Bariopharmakosiderit aus der Goldlagerstätte „Mokrsko-West“, Tschechien. Nach Sandberger von Neubulach in Gruppen aus hohlen Pseudomorphosen nach schokoladenbraunen rhomboedrischen Siderit-Kristallen.

### Physikalische und chemische Eigenschaften
Arseniosideritkristalle sind goldgelb bis gelbbraun, rötlichbraun, braun, kastanienbraun oder schwarz, wobei die faserigen Aggregate hellere Farbtöne aufweisen, die körnigen und dichten Aggregate hingegen dunkelbraun bis schwarz sind. Von im bergfrischen Zustand bräunlichgelben Aggregaten ist bekannt, dass sie an der Luft dunkler werden. Die Strichfarbe des Minerals ist dagegen immer ockergelb. Die Oberflächen des opaken und nur kantendurchscheinenden Arseniosiderits zeigen bei faserigen Aggregaten einen seidenartigen Glanz, bei körnig-derben Aggregaten Halbmetallglanz. Arseniosiderit besitzt eine hohe Lichtbrechung (nα = 1,792 bis 1,815; nβ = 1,870 bis 1,898; nγ = 1,870 bis 1,898) und eine hohe Doppelbrechung (δ = 0,078 bis 0,083). Im durchfallenden Licht ist Arseniosiderit rötlichbraun bis bräunlichgelb und zeigt einen starken Pleochroismus von X = nahezu farblos bis blassbräunlich oder bräunlichrot nach Y = Z = bräunlichrot bis dunkel bräunlichrot.
Arseniosiderit besitzt eine sehr vollkommene Spaltbarkeit nach (001). Aufgrund seiner Sprödigkeit bricht er aber ähnlich wie Amblygonit, wobei die Bruchflächen uneben bis faserig ausgebildet sind. Mit einer Mohshärte von 4,5 gehört das Mineral zu den mittelharten Mineralen und lässt sich wie die Referenzminerale Fluorit (Härte 4) und Apatit (Härte 5) mehr oder weniger gut mit einem Taschenmesser ritzen. Faserige Aggregate sind mit einer Mohshärte von 1,5 wesentlich weicher und sind wie die Referenzminerale Talk (Härte 1) und Gips (Härte 2) mehr oder weniger gut mit dem Fingernagel schab- bzw. ritzbar.
Die gemessene Dichte für Arseniosiderit schwankt je nach Bearbeiter zwischen 3,58 und 3,60 g/cm³, die berechnete Dichte beträgt 3,78 g/cm³. Arseniosiderit zeigt weder im lang- noch im kurzwelligen UV-Licht eine Fluoreszenz.
Arseniosiderit ist in heißen Säuren leicht, in kalten Säuren schwerer löslich. Er gibt im Glaskölbchen Wasser ab, welches nicht sauer reagiert, und schmilzt auf Kohle zu einer grauen magnetischen Schlacke.

## Bildung und Fundorte
Arseniosiderit bildet sich in der Oxidationszone von Erzlagerstätten aus früher gebildeten, arsenhaltigen Mineralen wie Skorodit oder Arsenopyrit.
Typische Begleitminerale sind Beudantit, Karminit, Skorodit, Dussertit, Pharmakolith, Pitticit, Adamin, Pharmakosiderit, Symplesit, Erythrin, Arsenopyrit, Löllingit, Romanèchit, Goethit, Hämatit und Quarz.
Als seltene Mineralbildung konnte Arseniosiderit bisher (Stand 2018) von rund 200 Fundpunkten beschrieben werden. Die Typlokalität für Arseniosiderit ist die 10 km südwestlich von Mâcon liegende, im Jahre 1750 entdeckte und seit 1957 abgeworfene Manganlagerstätte „Romanèche-Thorins“ bei La Chapelle-de-Guinchay im Département Saône-et-Loire, Region Bourgogne-Franche-Comté, Frankreich, die als ehemals größte Manganlagerstätte Frankreichs in ihrer aktiven Zeit 400.000 Tonnen MnO2 geliefert hat.
Aufgrund der großen Anzahl an Fundstellen können hier nur die wichtigsten und bekanntesten Lokalitäten, welche die besten Stufen geliefert haben, angeführt werden. In Frankreich neben der Typlokalität auch aus der ehemaligen Silbergrube „La Verrière“ (Montchonay), Les Ardillats, ehemaliger Kanton Beaujeu, Département Rhône, Region Auvergne-Rhône-Alpes.
In Deutschland aus Neubulach bei Calw, aus der „Grube Clara“ im Rankach-Tal bei Oberwolfach, aus der „Grube Michael“ im Weiler bei Reichenbach unweit Lahr, aus der „Grube Sophia“ im Böckelsbach-Tal bei Wittichen unweit Schenkenzell und aus der „Grube Silberbrünnle“ im Haigerachtal bei Gengenbach, alle im Schwarzwald, alle in Baden-Württemberg.
In Bayern aus dem „Steinbruch Stahl“ bei Dörrmorsbach unweit Aschaffenburg und aus dem „Steinbruch Fuchs“ auf der Hartkoppe bei Sailauf unweit Hösbach, beide im Spessart, Unterfranken. In Sachsen-Anhalt aus der Grube „Das Aufgeklärte Glück“ bei Hasserode unweit Wernigerode, Harz.
In Sachsen in Schneeberg aus den Gruben „Daniel“, „Rappold“, „Sauschwart“ und „Roter Berg“ bei Neustädtel und Pucher-Richtchacht in Wolfgangmaßen sowie „Gottes Geschick“ am Graul bei Schwarzenberg, alle im Erzgebirge.
In Österreich aus dem „Knichtelager“ im Löllinger Revier, Hüttenberger Erzberg bei Hüttenberg, Bezirk Sankt Veit an der Glan, Kärnten; vom Straßegg bei Gasen unweit Birkfeld, dem Brunngrabenrevier der Kupferlagerstätte Schönberg bei Flatschach unweit Knittelfeld sowie vom „Samer“, Kothgraben bei Maria Buch-Feistritz, Stubalpe, alle Steiermark. Schließlich auch aus dem Steinbruch Großstroheim (Fuchsmeier) bei Eferding in Oberösterreich. In der Schweiz aus der „Grube Falotta“ bei Tinizong (Tinzen), Oberhalbstein im Albulatal, Graubünden.
In Europa aus England von „Carrock“ und „Caldbeck Fells“, Cumbria, aus der „Penberthy Croft Mine“ bei St Hilary in Cornwall und der „Willsworthy Mine“ (Huckworthy Bridge Mine) bei Sampford Spiney im Tavistock District in Devon. Von mehreren Fundstellen in Griechenland, darunter aus der „Hilarion Mine“ (neugriechisch Ορυχείο Ιλάριον), dem „Shaft No. 132“ der „Christiana Mine“, beide im Gebiet der Kamariza Mines beim Dorf Agios Konstantinos (Kamariza) (neugriechisch Αγ. Κωνσταντίνος (Καμάριζα), Λαύρι) unweit Plaka im Gebiet von Sounion, sowie der Sounion Mine No. 6 („Exi Mine“), Agia Varvara Mines (St Barbara Mines) (neugriechisch Ορυχείο Έξι", Αγ. Βαρβάρα, Σούνιο), alle im Bergbaudistrikt Lavrion, Region Attika.
In Afrika aus der Tsumeb Mine bei Tsumeb, Region Oshikoto, Namibia, verschiedenen Fundorten im Bergbaurevier von Bou Azzer bei Taznakht (Tazenakht) sowie der „Bou Skour Mine“, Bou Skour District, Jbel Sarhro, beide in der Provinz Ouarzazate in der Region Drâa-Tafilalet im Süden Marokkos.
Aus einer Reihe von Fundstellen in den Vereinigten Staaten. Dazu zählen die „Sterling Mine“ bei Sterling Hill im Franklin Mining District bei Ogdensburg, Sussex Co., New Jersey; die „Mohawk Mine“ im San Bernardino County und der Steinbruch „Kalkar Quarry“ bei Santa Cruz im Santa Cruz Co., beide Kalifornien. Ferner aus der „Gold Hill Mine“ bei Gold Hill im Gold Hill District in den Deep Creek Mountains, Tooele County, sowie aus der „Mammoth Mine“ und benachbarten Gruben im Tintic District bei Mammoth in den East Tintic Mountains, Juab County, alle in Utah. In Mexiko aus der „Jesús María Mine“ bei Mazapil im Municipio Mazapil, Zacatecas; aus der „Mina Ojuela“ bei Mapimí, Municipio de Mapimí, Durango und aus der „Animas Mine“ bei La Mur unweit Trincheras im Municipio de Trincheras, Sonora.
Ferner aus der „Mina Negra“ bei Cosca nördlich von Ollague, Provinz Nor Lípez, Departamento Potosí, Bolivien, und von mehreren Fundpunkten in Australien. Zu diesen gehören die „Dome Rock Copper Mine“, Boolcoomatta Reserve, Olary Province, South Australia, und der „Kintore Opencut“ der berühmten Lagerstätte „Broken Hill“ (Broken Hill South Mine) in der Nähe des gleichnamigen Ortes Broken Hill im Yancowinna Co., New South Wales.

## Verwendung
Arseniosiderit ist aufgrund seiner Seltenheit ein bei Mineralsammlern begehrtes Mineral, ansonsten aber ohne jede praktische Bedeutung.